# Muối Krogmann
Muối Krogmann là một hợp chất chuỗi tuyến tính, bao gồm các lớp tetracyanoplatinate. Thỉnh thoảng được mô tả như các dây dẫn điện phân tử, muối Krogmann thể hiện tính dẫn điện bất đẳng hướng. Vì lý do đó, muối Krogmann và các vật chất liên quan là mối quan tâm của ngành công nghệ nano.

## Lịch sử và danh xưng
Muối Krogmann lần đầu được tổng hơp bởi Klaus Krogmann vào cuối thập niên 1960.
Muối Krogmann được đề cập đến nhiều nhất là một hợp chất phức kim loại bạch kim có công thức K2[Pt(CN)4X0.3] với X thông thường là brôm (hoặc thỉnh thoảng clo). Có nhiều muối kim loại phi cân bằng có chứa anion phức [Pt(CN)4]n− cũng có thể được ghi nhận.

## Cấu trúc và các tính chất vật lý

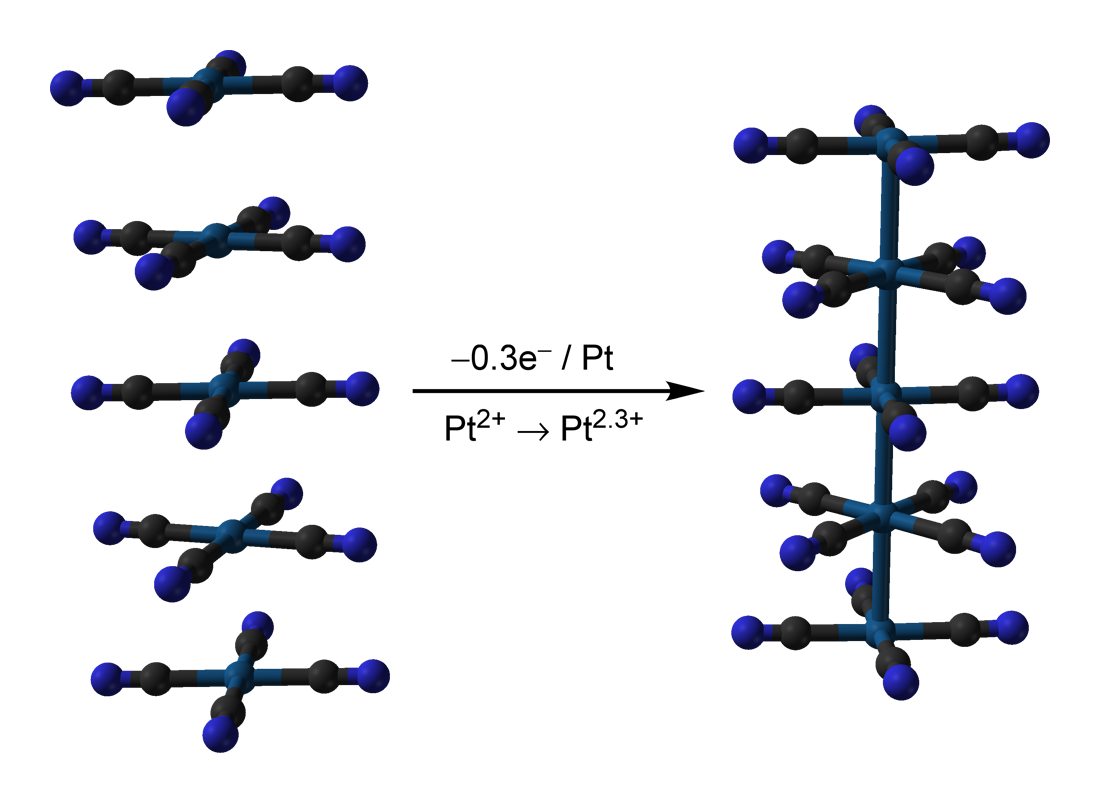
n[Pt(CN)_{4}]^{2−} → ([Pt(CN)_{4}]^{1.7−})_{n}

Muối Krogmann là một chuối các hợp chất phức tetracyanoplatinate được ôxi hoá một phần, liên kết bởi các liên kết bạch kim-bạch kim ở các mặt trên cùng và dưới cùng của các anion mặt phẳng [Pt(CN)4]n−. Loại muối này hình thành các lớp thể rắn dựa trên sự chồng chất của các orbital dz2.
Muối Krogmann có cấu trúc tinh thể tetragonal với khoảng cách Pt-Pt vào khoảng 2.880 angstrom, ngắn hơn gấp nhiều lần khoảng cách liên kết kim loại-kim loại trong các hợp chất phức bạch kim khác như là Ca[Pt(CN)4]·5H2O (3.36 angstrom), Sr[Pt(CN)4]·5H2O (3.58 angstrom), và Mg[Pt(CN)4]·7H2O (3.16 angstrom). Khoảng cách Pt-Pt trong muối Krogmann chỉ 0,1 angstrom dài hơn trong muối bạch kim.
Mỗi một đơn vị tế bào có chứa một vùng cho ion Cl−, tương ứng với 0,5 Cl−  trên mỗi nguyên tử bạch kim. Mặc dù vậy, vùng này chỉ chiếm 64% thời gian, cho ra 0.32 Cl− trên mỗi nguyên tử bạch kim trong hợp chất thực sự. Bởi vì điều này, số ôxi hoá của bạch kim không tăng quá +2.32.
Muối Krogmann không có miền pha có thể nhận diện được và được đặc trưng bởi các băng intervalence cường độ mạnh trong phổ spectra điện tử của nó.

## Tính chất hoá học
Một trong những tính chất được nghiên cứu rộng rãi nhất của muối Krogmann đó là khả năng dẫn điện bất thường. Bởi vì cấu trúc chuỗi tuyến tính của nó và sự bồi đắp của các orbital {\displaystyle d_{z^{2}}} bạch kim, muối Krogmann là một ứng cử viên sáng giá bởi tính chất dẫn điện của nó. Tính chất này khiến cho nó trở thành một loại vật liệu đáng chú ý cho ngành công nghệ nano.

## Chuẩn bị
Việc chuẩn bị thông thường của muối Krogmann yêu cầu sự bay hơi của một hỗn hợp tỷ lệ mol 5:1 các muối K2[Pt(CN)4] và K2[Pt(CN)4Br2] trong nước để cho ra các ống kim ánh màu đồng của K2[Pt(CN)4]Br0.32·2.6 H2O.
5K2[Pt(CN)4] + K2[Pt(CN)4Br2] + 15.6 H2O → 6K2[Pt(CN)4]Br0.32·2.6 H2O
Bởi sự dư thừa các phức chất PtII hoặc PtIV tinh thể hoá cùng với sản phẩm khi tỷ lệ phản ứng bị thay đổi, sản phẩm do đó được xác định rõ ràng, mặc dù phi cân bằng non-stoichiometric.

## Sử dụng
Chưa có muối Krogmann hoặc bất kỳ vật liệu liên quan nào có ứng dụng thương mại cả.